# Parti travailliste de la Barbade
Pour les articles homonymes, voir Parti travailliste et BLP.

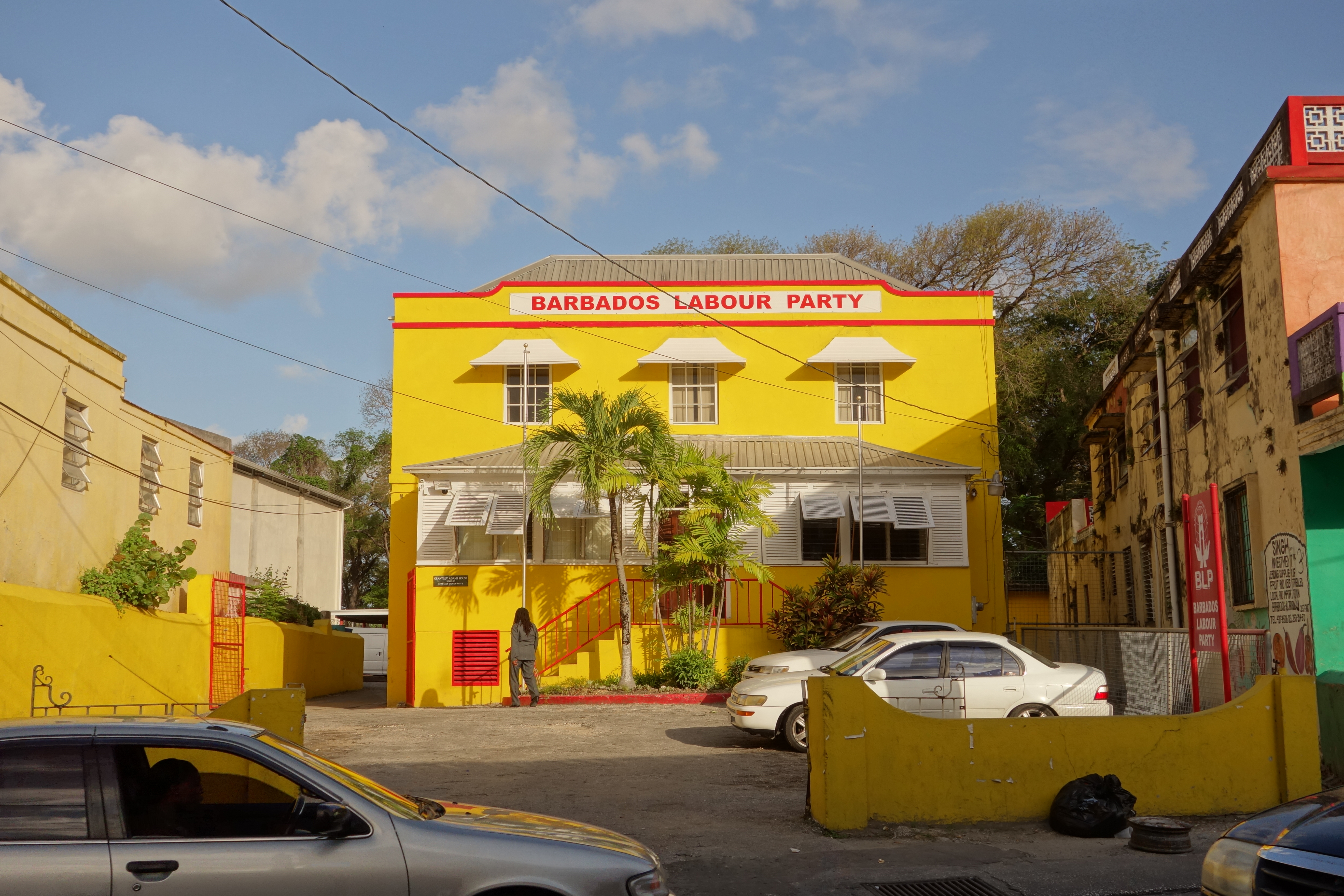
Les bâtiments actuels du parti à Bridgetown.

Le Parti travailliste de la Barbade (en anglais : Barbados Labour Party, BLP) est un parti politique de la Barbade fondé en 1938. Il est actuellement dirigé par Mia Mottley.

## Historique
Le parti est fondé par Grantley Herbert Adams, le 31 mars 1938, au domicile de James Martineau, à Bridgetown. Ce premier meeting a permis à Chrissie Brathwaite d'être élu président et à Grantley Adams, de devenir le vice-président. À sa création le parti se nommait la Barbados Progressive League, et son but était de faire entendre la voix des travailleurs. Cette fondation s'inscrit dans la suite du grand mouvement de protestation social qui a parcouru la Caraïbe anglaise dans les années 1930. Grantley Adams, partisan de réformes modérées veut surtout s'opposer au radicalisme des garveyites. En 1941, la ligue est divisée en deux branches, l'une politique, le Parti travailliste de la Barbade, l'autre syndicale, l'Union des travailleurs de la Barbade, dont Adams prend la présidence jusqu'en 1954. Le principal objectif d'Adams est alors d'obtenir le suffrage universel. En 1943, un premier élargissement du suffrage a lieu, mais c'est seulement en 1950 que le suffrage universel est garanti par la loi. Le Parti travailliste de la Barbade devient le premier parti de l'île en remportant les élections de 1946, 1948 et 1951.
En 1955, l'aile la plus opposée à la politique pro-business de la direction du BLP, le quitte et part formé le Parti travailliste démocrate sous la direction d'Errol Barrow. Ce nouveau parti va remporter les élections de 1961, 1966 et 1971. Cette dernière année, Tom Adams prend la tête du parti. Son charisme permet au BLP de gagner les élections de 1976 puis 1981, mais la mort de Tom Adams pendant son mandat et son remplacement par Harold Bernard St. John beaucoup moins charismatique entraîne la défaite du BLP en 1986 et le retour d'Errol Barrow comme Premier Ministre.
En juillet 1993, Owen Arthur devient le nouveau leader du BLP et remporte les élections de 1994, 1999 et 2003. Après la défaite de 2008, Owen Arthur devient le Leader of the Opposition, mais il démissionne au bout de quelques mois et est remplacé par Mia Mottley. Après une nouvelle défaite en 2013, des parlementaires manœuvrent pour un retour d'Owen Arthur, mais celui-ci démissionne du parti quelques mois après avoir repris sa tête. Mia Mottley redevient la chef du parti.
Sous sa direction, le parti remporte les élections législatives du 24 mai 2018 puis du 19 janvier 2022 avec à chaque fois trente élus sur trente.
Ce parti était anciennement un membre de l'Internationale socialiste et était considéré comme « modéré centre gauche ». En 2012, il fut rétrogradé au statut d'observateur pour non-paiement de cotisation puis exclu en décembre 2014.